# Jean-Denis Delétraz

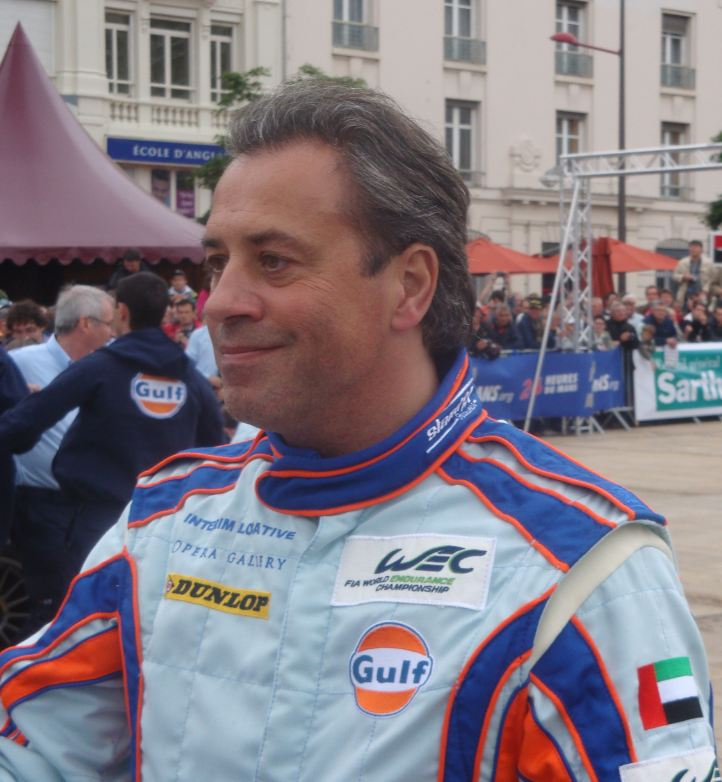
Jean-Denis Delétraz, 2012

Jean-Denis Delétraz (Genève, 1 oktober 1963) is een Zwitsers autocoureur.
Hij reed zowel in sportscar- als formule-klassen.

## Vroege carrière in Formule-racerij
Delétraz was in zijn jonge jaren redelijk succesvol. Hij won onder meer twee races in de Formule Ford klasse, waarna hij promoveerde naar de Formule 3. Van 1985 tot 1987 nam hij deel aan het Franse Formule 3 kampioenschap. In 1985 eindigde hij als derde in de eindstand. Na 1987 stagneerde de progressie in zijn loopbaan en hij stapte over naar toerwagenraces. Hij reed vele verschillende races als invaller, mede omdat hij veel sponsorgelden meebracht.

## Formule 1
Delétraz nam in 1994 en 1995 deel aan drie Grand Prix in de formule 1 als zogenaamde "pay-driver". Dit zijn coureurs die gesteund worden door grote sponsoren en contracten sluiten met een team voor slechts één of enkele races (in plaats van per seizoen, zoals gebruikelijk). Meestal is dit alleen aantrekkelijk voor kleine teams die in acute geldnood verkeren, en voor coureurs die meer geld dan talent hebben. Ook Delétraz kwam terecht bij noodlijdende teams. Hij reed in 1994 de Grand Prix van Australië voor Larrousse, welk team kort daarna ophield te bestaan. In 1995 nam hij tweemaal plaats in een auto van het Pacific-team.

### 1994: Larrousse
Delétraz staat bekend als de slechtste "pay-driver" in de geschiedenis van de formule 1. 
Toen in 1994 Olivier Beretta en Eric Comas opstapten bij het Larrousse team omdat zij geen salaris meer ontvingen, huurde het team Delétraz en de Japanse pay-driver Hideki Noda in voor de laatste race van het jaar.
Tijdens de kwalificatie verraste Delétraz vriend en vijand toen hij zich als 25e kwalificeerde voor de race. Aangezien alleen de eerste 26 coureurs mochten starten had bijna iedereen verwacht dat dit te hoog gegrepen was. Maar Delétraz versloeg de Italiaan Domenico Schiattarella en het hopeloze Pacific-Ilmor team, en mocht starten. Schiattarella haalde hem in de eerste ronde van de race al in, en Delétraz viel in de 57e ronde uit met versnellingsbakproblemen. Het bijzondere was dat hij na 56 van de 71 ronden reeds tien ronden achterstand op de leiders van de race had.

### 1995: Pacific
In 1995 werd Delétraz benaderd door het Pacific Racing team om hen te sponsoren voor de races in Portugal en de Nürburgring. Hij nam de plaats in van de Belg Bertrand Gachot en startte in beide races.
Tijdens de kwalificaties voor de Grand Prix van Portugal bleek de Zwitser weinig bijgeleerd te hebben sinds zijn optreden in de Larrousse een half jaar eerder. Hij plaatste zich als laatste voor de race, twaalf seconden langzamer dan de poleposition van David Coulthard. Dat jaar waren er minder dan 26 auto's, dus mocht hij toch starten. Later verklaarde het team dat Delétraz versnellingsbakproblemen had. Tijdens de race reed Delétraz echter nog langzamer en werd al na zeven ronden op een ronde achterstand gereden. Na veertien ronden kreeg hij kramp in zijn armen en moest de auto in de pitsstraat parkeren. 
In de daaropvolgende Grand Prix van Europa op de Nürburgring kwalificeerde Delétraz zich met een achterstand van negen seconden. Hij reed de race ook uit en werd vijftiende en laatste. Hij werd echter niet geklasseerd omdat hij meer dan zeven ronden achterstand had opgelopen.
Hoewel de race op de Nürburgring in verhouding redelijk verlopen was zat tijdens de volgende race Bertrand Gachot weer achter het stuur. Delétraz bleek geen cent betaald te hebben aan het team en teamchef Keith Wiggins verklaarde: "On ability alone, we are not willing to keep him."
Na de races in Portugal en Europa kregen de Zwitser en autosportbond FIA veel kritiek van de andere coureurs die rijders als Delétraz rijdende chicanes noemden. Mede naar aanleiding van het optreden van Delétraz, maar ook Hideki Noda, Giovanni Lavaggi, Ricardo Rosset en Taki Inoue besloot men de zogenaamde 107%-regel in te voeren. Coureurs die in de kwalificatie meer dan 7% langzamer zijn dan de snelste tijd kwalificeren zich niet voor de race. Hiermee eindigde de Formule 1 loopbaan van Delétraz.

## Sports Cars
Vanaf 1996 gaat Delétraz in sportscar-klassen racen. Na een jaar in de BPR Global GT Series gaat hij naar het FIA GT Kampioenschap. Hij wint in 2002 vier races in deze klasse, samen met zijn teamgenoot Andrea Piccini. Het hoogtepunt van zijn carrière beleeft hij tijdens de 24 uur van Le Mans. Delétraz wint drie keer deze race, in de LMP 675 klasse. (2001, 2002 en 2004).